# Alessandro Torlonia
Alessandro Torlonia (Roma, 7 de dezembro de 1911 – Roma, 11 de maio de 1986) foi um nobre italiano e quinto Príncipe de Civitella-Cesi.

## Casamento e descendência
No dia 14 de janeiro de 1935 em Roma, Alessandro casou-se morganaticamente com a infanta Beatriz da Espanha, filha do rei Afonso XIII da Espanha e de Vitória Eugénia de Battenberg. Eles tiveram quatro filhos:
- Sandra Torlonia (1936–2014)[4];
- Marco Torlonia (1937–2014)[5] 6.º Príncipe de Civitella-Cesi;
- Marino Torlonia (1939–1995);
- Olimpia Torlonia (1943).